# Червена хищна дървеница
Червените хищни дървеници (Rhynocoris iracundus) са вид насекоми от семейство Reduviidae.
Таксонът е описан за пръв път от Николаус Пода фон Нойхаус през 1761 година.